# 原麝

头骨

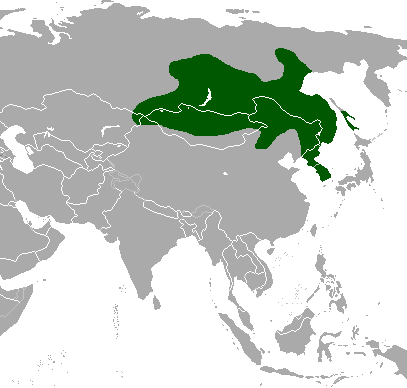
种群分布

原麝（学名：Moschus moschiferus），又名香獐，是偶蹄目麝科的一种动物。

## 特征
前肢短而后肢长，蹄小；耳大；身体颜色呈棕色，背部比较深，有的呈灰褐色，带有不很明显的土黄色条纹和斑点；颈下向后至肩有两条白纹。雄性麝犬齿发达，脐与生殖孔之间有麝香腺，在发情季节特别发达。

## 分布
原麝分布在东北亚地区的山林，在南西伯利亚的针叶林最为常见，也在内蒙古，蒙古，中国和朝鲜半岛的部分地区被发现。在中国主要分布在中国东北地区。
麝以森林和森林灌丛为主要栖息地，原麝主要分布在海拔600至1000米以上人迹罕至的针阔混交林带。

## 习性
原麝一般雌雄分居，营独居生活，而雌兽常与幼麝在一起，以晨昏活动频繁，有相对固定的巡行，觅食路线，通常只在标定的范围内活动。在雄麝卧栖处，常留有浓郁的麝香味，视觉与听觉灵敏，性怯懦，为植物食性，原麝所食的植物种类十分广泛，包括低等的地衣、苔藓和数百种高等植物的根、茎、叶、花、果实、种子等，冬季食物较少时还啃食树皮。
原麝的性情孤独，胆怯而机警，常年生活在山地的阔叶林、灌木林、针阔叶混交林和针叶林中，有时随季节的不同作垂性的迁移。
原麝的食量很小，每天只吃1000克左右的食物，但所食的植物种类却很广泛，包括低等的地衣、苔藓和数百种高等植物的根、茎、叶、花、果实和种子等，冬季食物较少时还啃食树皮。饮水在山间小溪或小河边，冬季封冻后，还常常舔食积雪。
每只原麝的居住和取食的区域范围一般在10-15公顷左右，随山体高低、植被疏密、种群大小、地势走向的不同而有所变化。多在各自的居住地段内，沿着一定的路线行走、采食，还有固定的排泄粪便的场所和遮盖粪便的习惯。它还常用尾脂腺分泌的油脂，涂抹在树桩上，既作为划定领域的标记，又作为彼此联络的訊息。
原麝雄兽平时的神态是精神抖擞，威风凛凛，雌兽则较温和腼腆，洒脱可爱。它很少发出叫声，即使出现敌害或发生异常现象，也只是从鼻孔里发出短促的喷气声，以表示自己的不满和抗议。当然，在它们不幸被捕获时，也会拼命地大叫。有趣的是，它在逃脱追捕之后的几天之内，往往还会回到该地，人们对这种固执的怀恋故土的情感，称之为“舍命不舍山”。

## 保护
原麝被IUCN列为易危动物，在中国属于中国一级重点保护野生动物。由于其麝香被猎杀，麝香售价高达每公斤200,000元，而一只成年雄性只可以提炼出几十克。虽然可以杀鹿而取出腺体腺，但很少这样做。

## 外部連結
- 麝香 Shexiang（页面存档备份，存于） 中藥材圖像數據庫 (香港浸會大學中醫藥學院)